# Saint-Bonnet-en-Champsaur (Saint-Bonnet-en-Champsaur)
Saint-Bonnet-en-Champsaur ist eine ehemalige französische Gemeinde mit 1.761 Einwohnern (Stand: 1. Januar 2022) im Département Hautes-Alpes in der Region Provence-Alpes-Côte d’Azur. Sie gehörte zum Arrondissement Gap. Die Bewohner werden Saint-Bonnetiers und Saint-Bonnetiéres genannt.
Der Erlass des Präfekten vom 9. November 2012 legte mit Wirkung zum 1. Januar 2013 die Eingliederung von Saint-Bonnet-en-Champsaur als Commune déléguée zusammen mit den früheren Gemeinden Bénévent-et-Charbillac und Les Infournas zur gleichnamigen Commune nouvelle Saint-Bonnet-en-Champsaur fest.

## Geografie

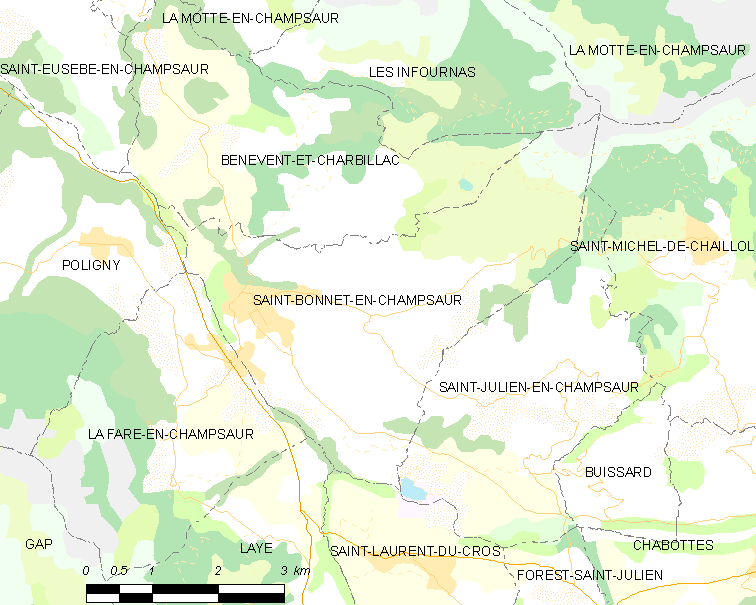
Karte des Orts Saint-Bonnet-en-Champsaur

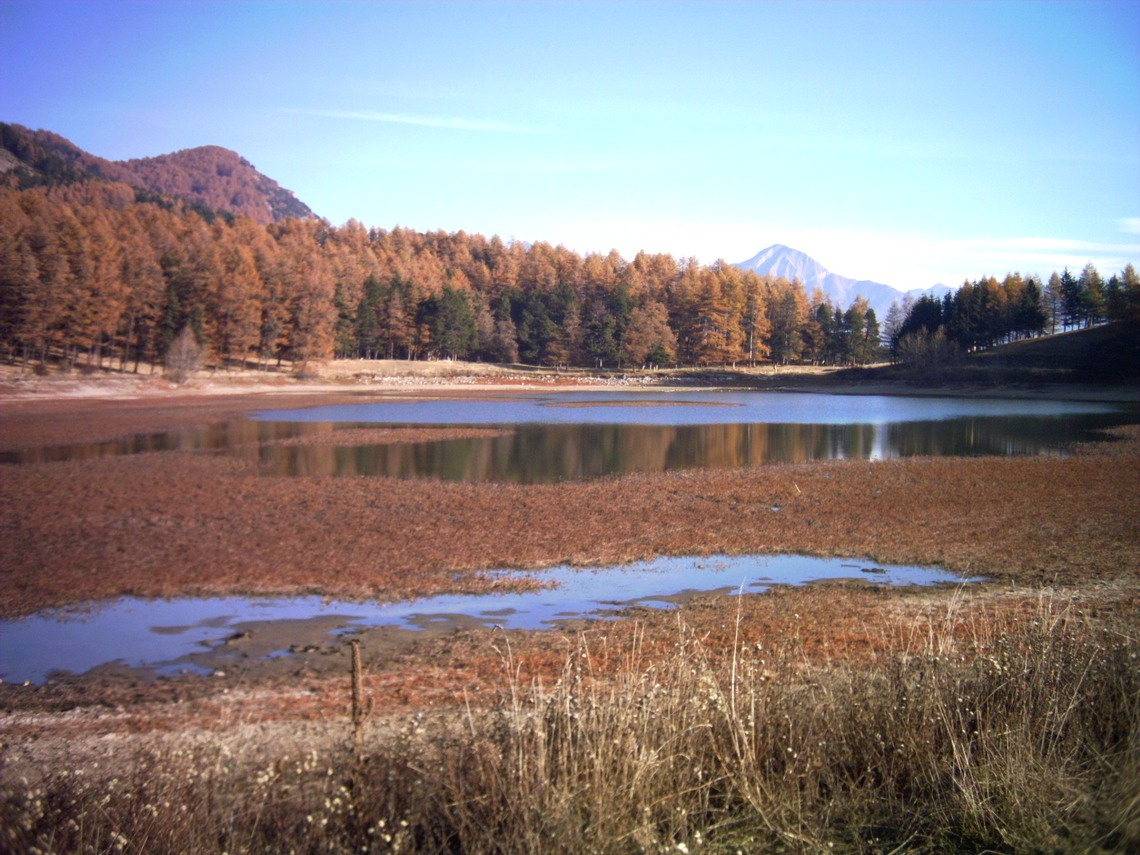
Der See von Barbeyroux im Herbst

Saint-Bonnet-en-Champsaur liegt etwa 62 Kilometer südsüdöstlich von Grenoble und etwa 14 Kilometer nördlich von Gap in der Région naturelle des Gapençais im Südosten der historischen Landschaft der Dauphiné. Der Ort befindet sich im Champsaur, dem Hochtal des Drac. Das Ortsgebiet wird eingerahmt vom Dévoluy-Massiv im Westen und dem Pelvoux im Nordosten. Die gebirgige Landschaft ruft zahlreiche Fließgewässer hervor. Das Ortsgebiet wird außer vom Drac
- vom Flüsschen Bourriguet,
- vom Torrent de Durmillouse,
- vom Riou Cros,
- vom zeitweise trockenfallenden Riou de l’Aviache,
- vom Ruisseau Martin,
- vom Riou Maffren,
- vom zeitweise trockenfallenden Ruisseau de Pignatelle,
- vom Ruisseau de Crouzerat

und von zahlreichen kleineren Bächen entwässert.
Der See von Barbeyroux ist ein Speicherbecken, das einst zur Wasserversorgung der Bauern von Saint-Michel-de-Chaillol und Saint-Bonnet-en-Champsaur im Sommer diente.
Das Zentrum liegt über dem rechten Ufer des Drac auf einem Felsvorsprung auf einer Höhe von etwa 1010 m. Das Bodenniveau steigt vom Tal aus stetig, später steil nach Nordosten hin an. Die höchste Erhebung ist im äußersten Nordosten mit 2400 m am Fuß des Queyron zu finden, die niedrigste mit 934 m im Nordwesten am Austritt des Drac aus dem Ortsgebiet.
Umgeben wird der Ort Saint-Bonnet-en-Champsaur von den sieben Nachbargemeinden und den Communes déléguées:
|                      | Bénévent-et-Charbillac (Commune déléguée)   | Les Infournas (Commune déléguée) La Motte-en-Champsaur (Berührungspunkt) |
| Poligny              | Kompassrose, die auf Nachbargemeinden zeigt | Saint-Michel-de-Chaillol                                                 |
| La Fare-en-Champsaur | Saint-Laurent-du-Cros Laye                  | Saint-Julien-en-Champsaur                                                |

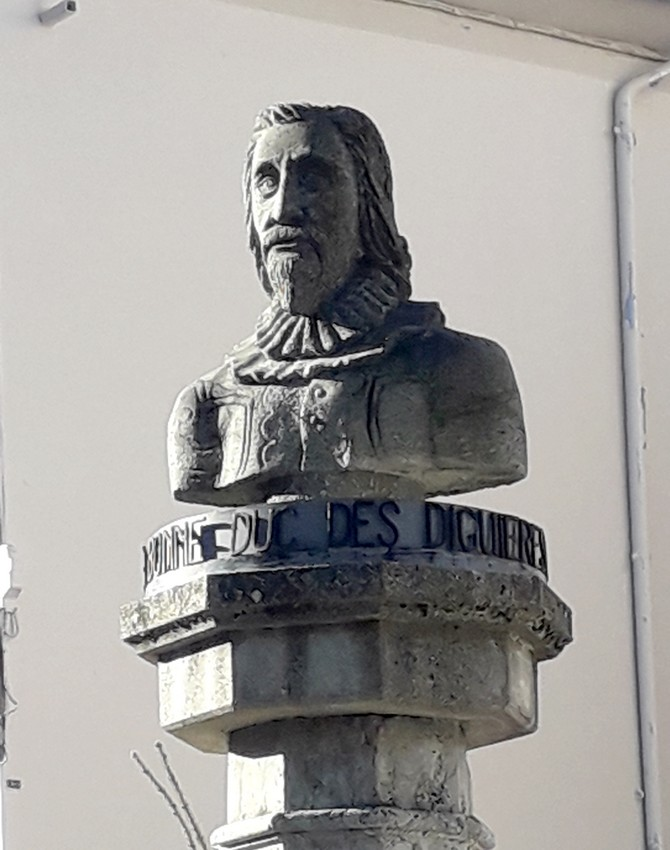
Statue François de Bonne

## Geschichte
Saint-Bonnet-en-Champsaur lag an einer Römerstraße und war später ein Zwischenstopp auf der Königsstraße (Route royale). Es gibt noch einige Überreste dieser mittelalterlichen Architektur.
Einige Persönlichkeiten machten während ihrer Überquerung der Dauphiné Halt in Saint-Bonnet: Karl VII., Franz I., Ludwig XIII., Richelieu. Am 1. April 1543 wurde in Saint-Bonnet François de Bonne, der letzte Connétable von Frankreich geboren.
Im 11. Jahrhundert erlangte Saint-Bonnet mit der Gründung eines Priorats Priorats durch die Abtei Saint-Victor de Marseille eine gewisse Bedeutung, die das Drac-Tal missionierte und den Ort unter den Schutz des früheren Bischofs von Clermont-Ferrand, Bonitus von Clermont (französisch Saint Bonnet), stellte.
Während der Französischen Revolution trug der Ort anfangs den Namen Bonnet-Libre.

## Bevölkerungsentwicklung
| Saint-Bonnet-en-Champsaur: Einwohnerzahlen von 1793 bis 2020                                                               | Saint-Bonnet-en-Champsaur: Einwohnerzahlen von 1793 bis 2020 | Saint-Bonnet-en-Champsaur: Einwohnerzahlen von 1793 bis 2020 | Saint-Bonnet-en-Champsaur: Einwohnerzahlen von 1793 bis 2020 | Saint-Bonnet-en-Champsaur: Einwohnerzahlen von 1793 bis 2020 |
| --- | ------------------------------------------------------------ | ------------------------------------------------------------ | ------------------------------------------------------------ | ------------------------------------------------------------ |
| Jahr |                                                              |                                                              |                                                              | Einwohner                                                    |
| 1793 | 1793                                                         |                                                              | 1.550                                                        | 1.550                                                        |
| 1800 | 1800                                                         |                                                              | 1.408                                                        | 1.408                                                        |
| 1806 | 1806                                                         |                                                              | 1.675                                                        | 1.675                                                        |
| 1821 | 1821                                                         |                                                              | 1.611                                                        | 1.611                                                        |
| 1831 | 1831                                                         |                                                              | 1.800                                                        | 1.800                                                        |
| 1836 | 1836                                                         |                                                              | 1.700                                                        | 1.700                                                        |
| 1841 | 1841                                                         |                                                              | 1.790                                                        | 1.790                                                        |
| 1846 | 1846                                                         |                                                              | 1.847                                                        | 1.847                                                        |
| 1851 | 1851                                                         |                                                              | 1.734                                                        | 1.734                                                        |
| 1856 | 1856                                                         |                                                              | 1.771                                                        | 1.771                                                        |
| 1861 | 1861                                                         |                                                              | 1.745                                                        | 1.745                                                        |
| 1866 | 1866                                                         |                                                              | 1.789                                                        | 1.789                                                        |
| 1872 | 1872                                                         |                                                              | 1.758                                                        | 1.758                                                        |
| 1876 | 1876                                                         |                                                              | 1.670                                                        | 1.670                                                        |
| 1881 | 1881                                                         |                                                              | 1.763                                                        | 1.763                                                        |
| 1886 | 1886                                                         |                                                              | 1.744                                                        | 1.744                                                        |
| 1891 | 1891                                                         |                                                              | 1.616                                                        | 1.616                                                        |
| 1896 | 1896                                                         |                                                              | 1.665                                                        | 1.665                                                        |
| 1901 | 1901                                                         |                                                              | 1.515                                                        | 1.515                                                        |
| 1906 | 1906                                                         |                                                              | 1.506                                                        | 1.506                                                        |
| 1911 | 1911                                                         |                                                              | 1.511                                                        | 1.511                                                        |
| 1921 | 1921                                                         |                                                              | 1.239                                                        | 1.239                                                        |
| 1926 | 1926                                                         |                                                              | 1.321                                                        | 1.321                                                        |
| 1931 | 1931                                                         |                                                              | 1.311                                                        | 1.311                                                        |
| 1936 | 1936                                                         |                                                              | 1.357                                                        | 1.357                                                        |
| 1946 | 1946                                                         |                                                              | 1.166                                                        | 1.166                                                        |
| 1954 | 1954                                                         |                                                              | 1.182                                                        | 1.182                                                        |
| 1962 | 1962                                                         |                                                              | 1.196                                                        | 1.196                                                        |
| 1968 | 1968                                                         |                                                              | 1.199                                                        | 1.199                                                        |
| 1975 | 1975                                                         |                                                              | 1.236                                                        | 1.236                                                        |
| 1982 | 1982                                                         |                                                              | 1.263                                                        | 1.263                                                        |
| 1990 | 1990                                                         |                                                              | 1.371                                                        | 1.371                                                        |
| 1999 | 1999                                                         |                                                              | 1.466                                                        | 1.466                                                        |
| 2006 | 2006                                                         |                                                              | 1.645                                                        | 1.645                                                        |
| 2013 | 2013                                                         |                                                              | 1.725                                                        | 1.725                                                        |
| 2020 | 2020                                                         |                                                              | 1.758                                                        | 1.758                                                        |
| Quelle(n): EHESS/Cassini bis 1999, INSEE ab 2006 Anmerkung(en): Ab 1962 offizielle Zahlen ohne Einwohner mit Zweitwohnsitz |                                                              |                                                              |                                                              |                                                              |

Im 19. Jahrhundert und bis zum Ersten Weltkrieg wanderten fast 5000 Einwohner des ehemaligen Kantons Saint-Bonnet über den Atlantik aus. Die Bevölkerung des Kantons zählte im Jahr 1911 nur 8893 Einwohner. Die überwiegende Mehrheit von ihnen ging in die Vereinigten Staaten mit Kalifornien als Hauptziel, aber auch nach Louisiana, Wyoming, Montana, Utah oder Nevada. Andere zogen nach Südamerika.
In Saint-Bonnet-en-Champsaur waren die Reedereien durch Auswanderungsagenturen vertreten, die Überfahrten nach Amerika organisierten, indem sie Tickets für die lange Reise nach San Francisco ausstellten. Fast alle machten sich auf die Suche nach ihrem El Dorado, um den schwierigen Lebensbedingungen des damals überbevölkerten Champsaur-Tals zu entfliehen.

## Sehenswürdigkeiten
- Pfarrkirche Saint-Bonnet aus dem 17. Jahrhundert, im 18. und 20. Jahrhundert umgestaltet und teilweise neu gebaut
- Kapelle La Sainte-Famille im Weiler Les Aliberts, 1872 errichtet
- Kapelle Saint-Roch im Weiler L’Aulagnier, 1858 neu gebaut
- Kapelle im Weiler Les Combes, erbaut 1862
- Kapelle im Weiler Villard-Trottier, errichtet 1856
- Schloss Daillon aus dem frühen 17. Jahrhundert
- Herrenhaus, erbaut 1861
- Markthalle, erbaut 1843 und erneut 1861
- Häuser des 16.–19. Jahrhunderts
- Brunnen aus dem 19. Jahrhundert

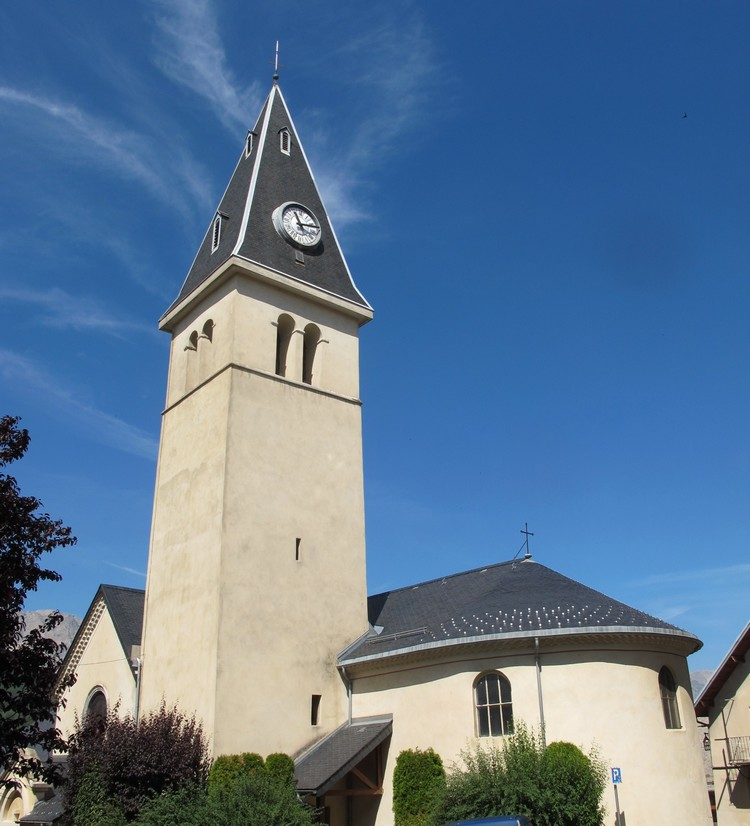
Pfarrkirche Saint-Bonnet
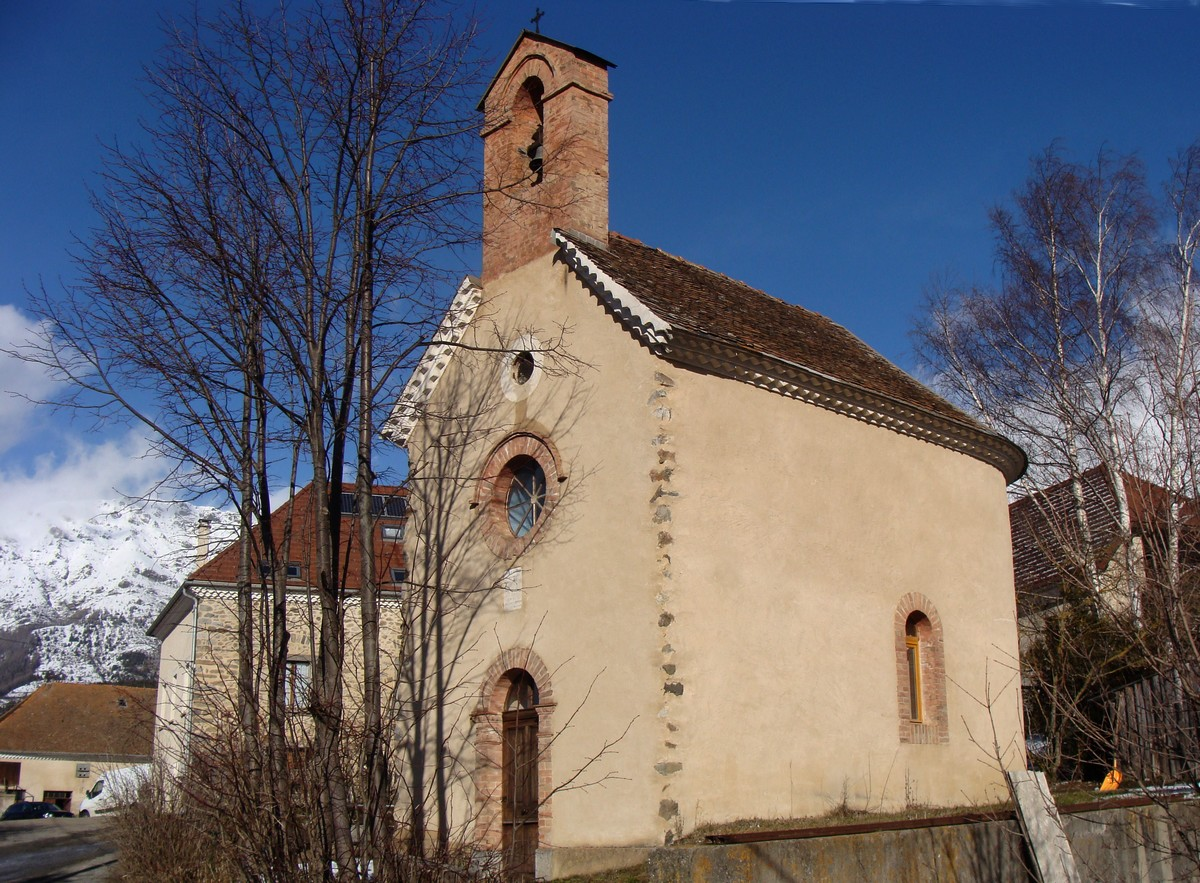
Kapelle La Sainte-Famille
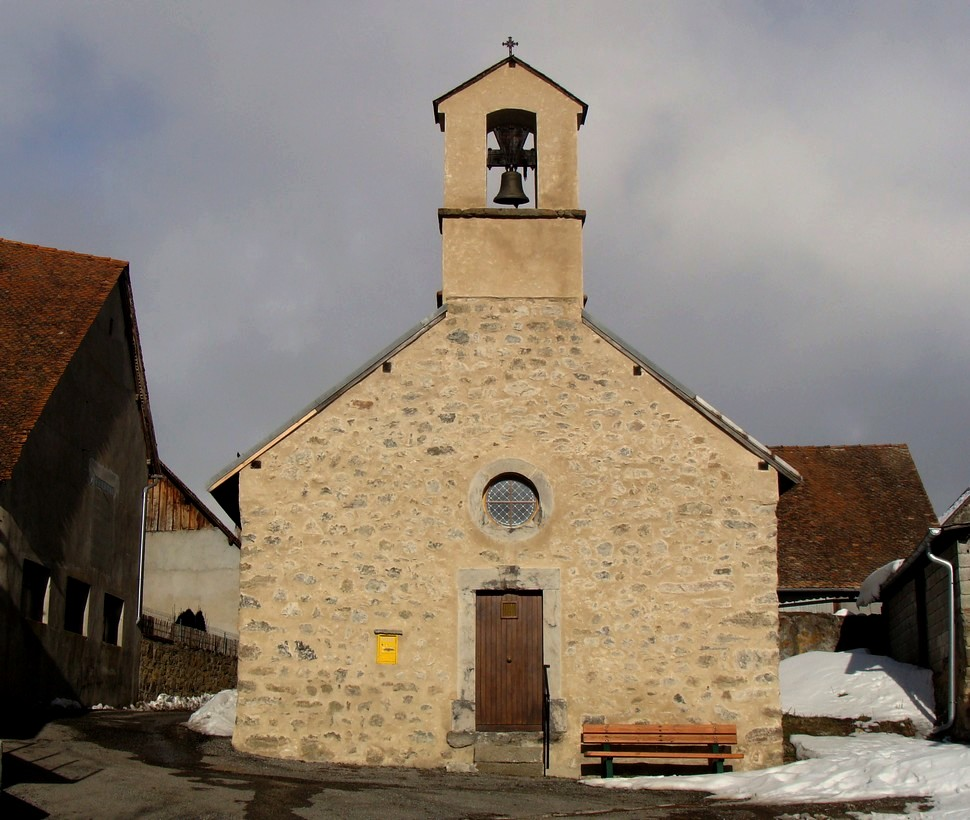
Kapelle Saint-Roch
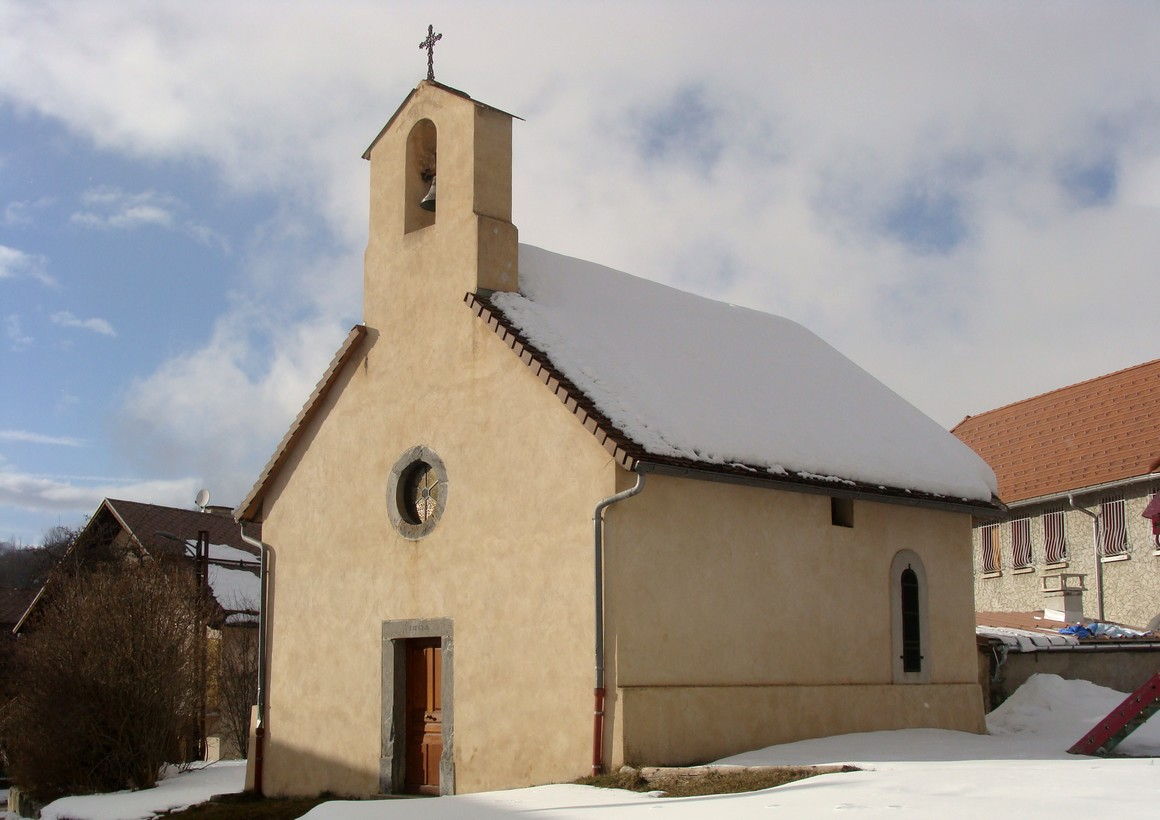
Kapelle Les Combes
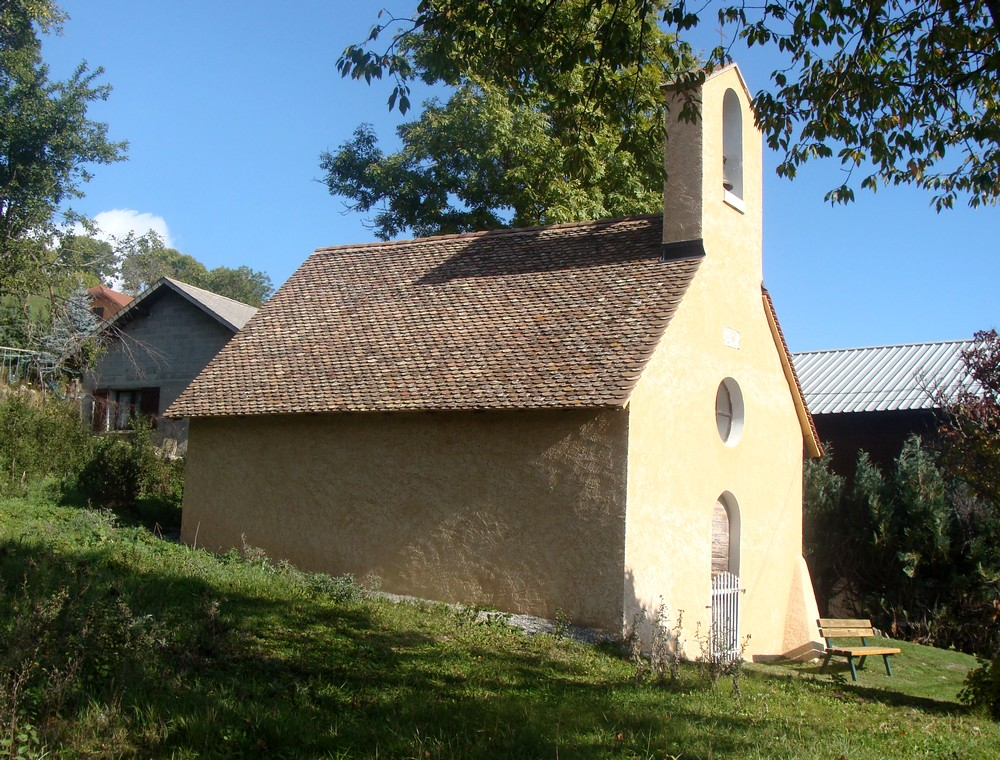
Kapelle Villard-Trottier
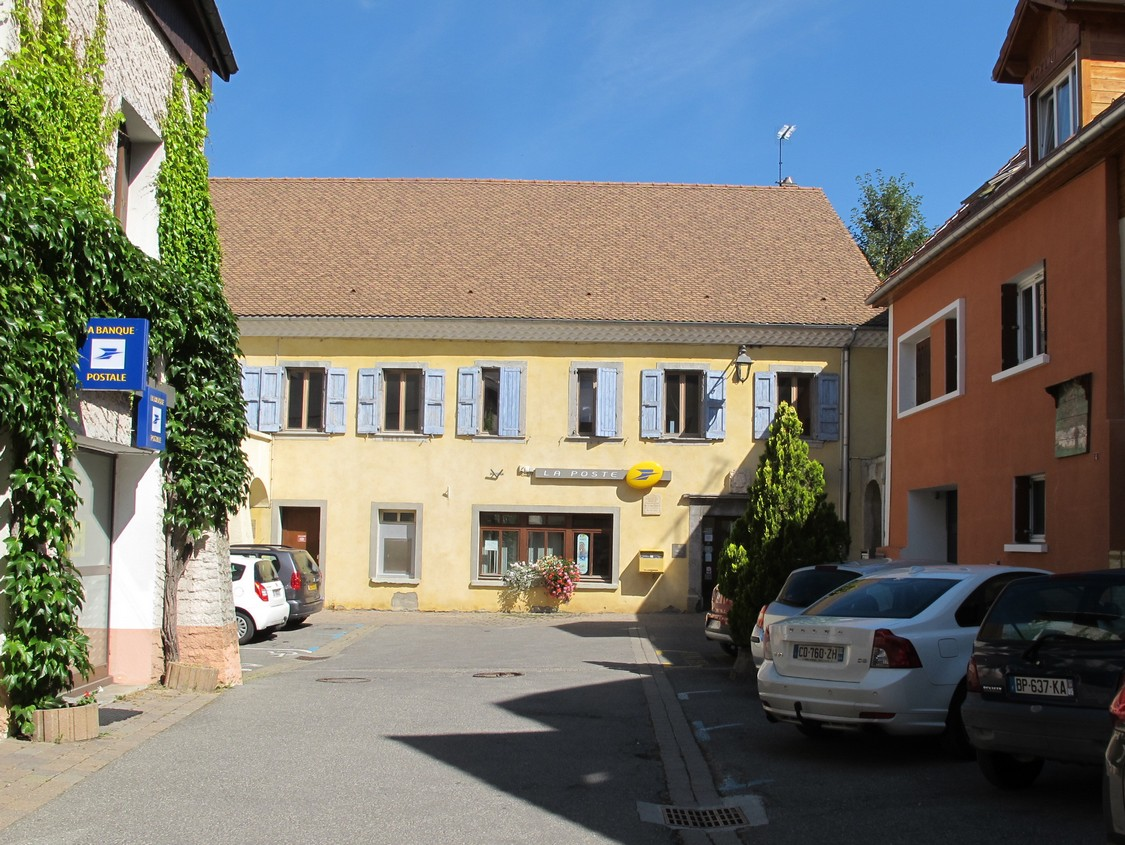
Geburtshaus von François de Bonne, heute Postbüro
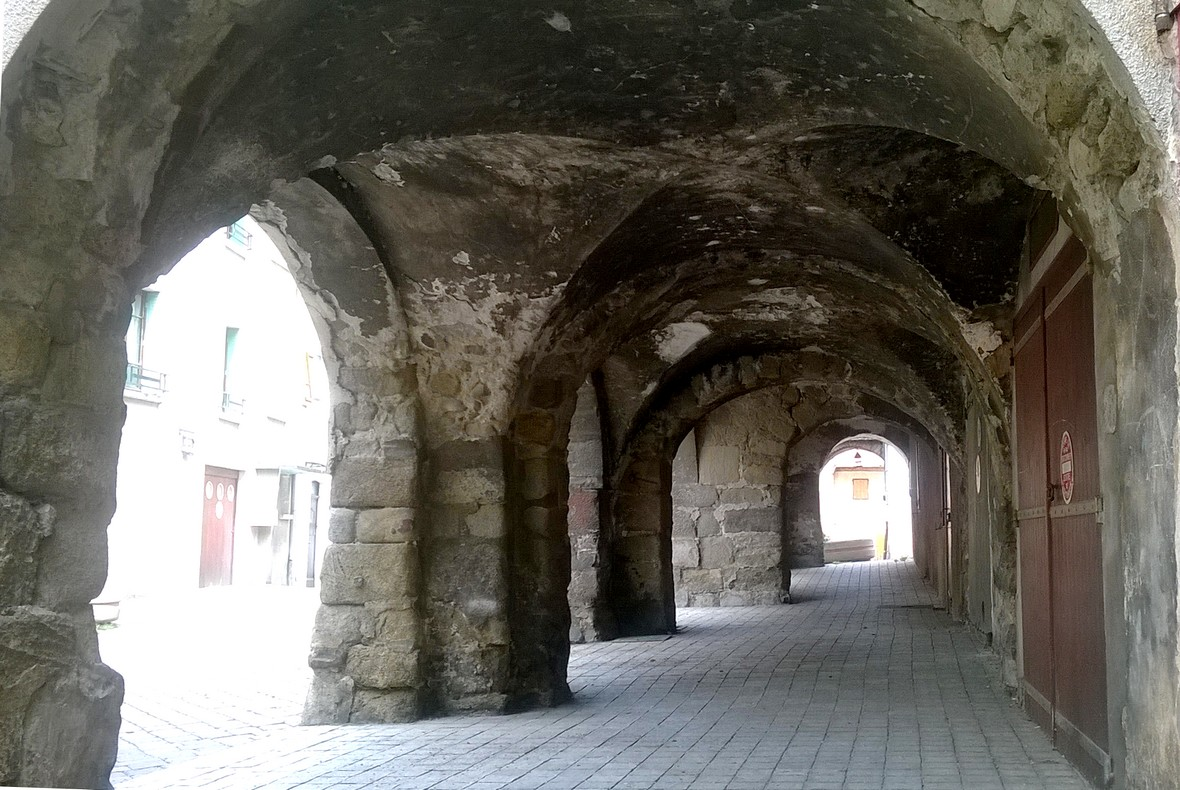
Sogenannte Tounes, Arkaden im Erdgeschoss der Häuser einst für Händler oder Pferdeställe
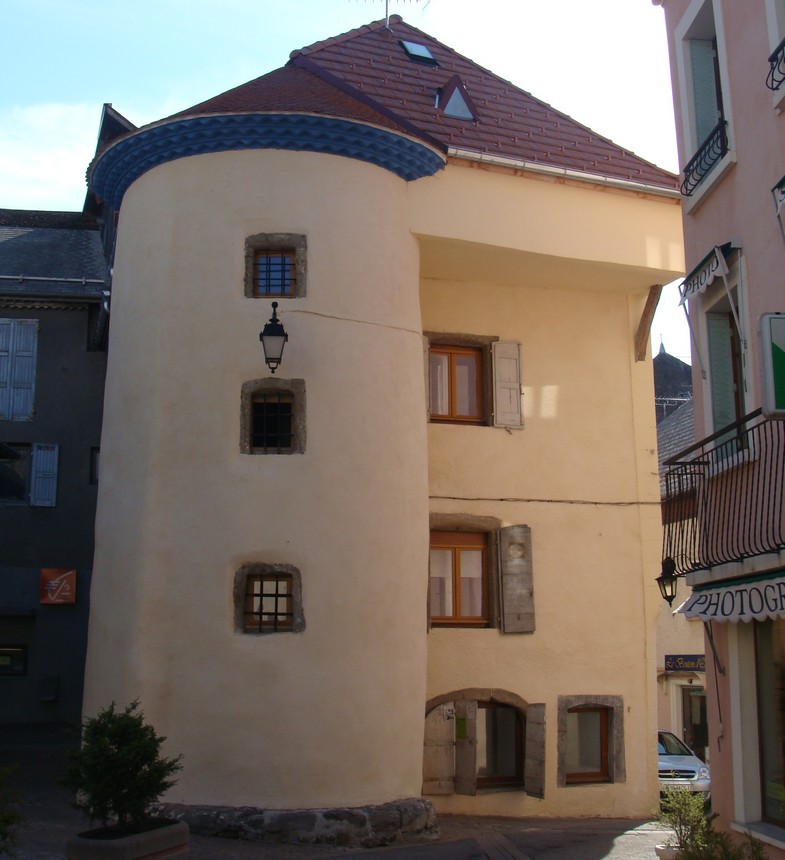
Haus mit Turm an der Place Grenette
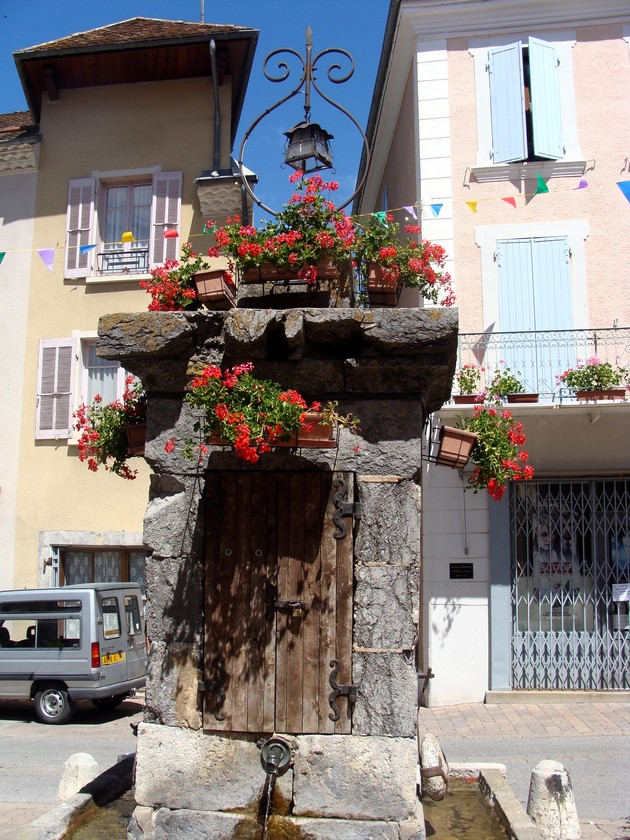
Brunnen auf der Place Grenette